# Lucien Muratore

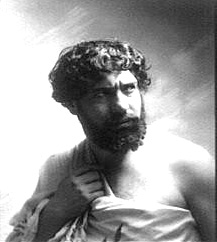
Lucien Muratore, wie er 1911 Herkules in Camille Saint-Saëns Theaterstück Déjanire darstellt

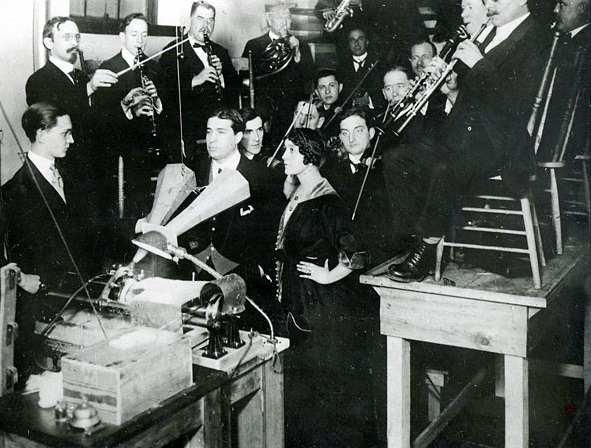
Lucien Muratore und Lina Cavalieri bei Tonaufnahmen in Paris, 1913

Lucien Muratore (* 29. August 1878 in Marseille; † 16. Juli 1954 in Paris) war ein französischer Opernsänger (Tenor) zu Beginn des 20. Jahrhunderts.

## Leben
Lucien Muratore stammte aus einer italienischen Emigrantenfamilie. Schon früh erkannte er sein künstlerisches Talent und nahm an der Comédie-Française Schauspiel- und Gesangsunterricht. In Emma Calvé fand er eine mütterliche Freundin, die ihm riet sein Talent in Richtung Oper zu richten. Im Jahr 1902 machte er sein Opern-Debüt in der Uraufführung von Reynaldo Hahns La Carmélite an der Opéra-Comique. Lucien Muratore zählte zu den außergewöhnlichsten Sängern seiner Zeit; seine strahlende Tenorstimme, dramatisch und metallisch wie selten bei einem französischen Tenor, verband sich mit einer blendend schönen männlichen Erscheinung, die sowohl auf der Bühne als auch privat ihre Wirkung nicht verfehlte. In zweiter Ehe war er mit der bekannten Opernsängerin (Sopran) Lina Cavalieri verheiratet. Mit ihr hatte er 1911 in einer Aufführung der Oper Siberia als Liebespaar auf der Bühne gestanden.